# Bohumil Haluzický
Bohumil Haluzický (Bojkovice, 1879. március 8. – Pozsony, 1957. január 11.) szlovák író, publicista, irodalomtörténész, kritikus. Gazdag irodalmi tevékenysége elsősorban újságcikkek és irodalomtörténeti reflexiók kiadását jelentette.

## Élete
1879. március 8-án Bojkovicén született egy helyi általános iskolai tanár családjában, itt fejezte be az alapiskoláját is. A tanulmányait Uherské Hradiště és Brno gimnáziumában folytatta, 1898-ban végzett. Ezután szláv és germán filológiát tanult a prágai, a lipcsei és a heidelbergi egyetemeken. 1906 és 1908 között Prága, 1908-tól 1910-ig Uherské Hradiště, 1910 és 1917 között Brno gimnáziumában tanított. 1917-től 1919-ig iskolai felügyelő Uherský Hradiště-ban, 1919-ben a rózsahegyi gimnázium igazgatója, ahol Valerián Kubánnal együtt megalapította a Szlovák Hangok népi nevelési hetilapot. 1919 és 1926 között Pozsonyban dolgozott, ezzel egy időben 1920-tól szlováktanár a Comenius Egyetem Művészeti Karán. 1926 és 1939 között a Lidové noviny szerkesztője Brnóban. 1939-ben nyugállományba vonult, nyugdíjasként Uherský Brodban, majd később 1946-tól Pozsonyban élt.

## Munkássága
Az újságírás területén számos kritika, kommentár, jubileumi cikk és reflexió szerzője volt, amelyeket főként magazinokban és folyóiratokban tett közzé, mint például a Lidové noviny, Prúdy, Slovenský denník, Slovenské hlas és mások. Szlovák filozófusként a szlovák irodalom történetével foglalkozott, és hatékonyan hozzájárult a szlovák és a cseh irodalom közötti kiegyensúlyozott kapcsolatokhoz. Kezdetben a Štúr-korszakot tanulmányozta, később Martin Kukučín munkája iránt érdeklődött, de egész életét a romantika korszakának tanulmányozásának szentelte. Az életében szerzett tudását könyveiben tette közzé.

## Művei
- Martin Kukučín (1928) Martin Kukučín (monográfia a szlovák íróról)
- Božena Němcová a Slovensko (1952) Božena Němcová és Szlovákia (a kötet a romantikus időszak egész életen át tartó kutatásait tartalmazza)
- Stopami rozpomienok (1956) Az emlékek nyomai (olyan könyv, amely a társainak emlékét tartalmazza)

## Fordítás
- Ez a szócikk részben vagy egészben  a   Bohumil Haluzický című szlovák Wikipédia-szócikk ezen változatának fordításán alapul.  Az eredeti cikk szerkesztőit annak laptörténete sorolja fel. Ez a jelzés csupán a megfogalmazás eredetét és a szerzői jogokat jelzi, nem szolgál a cikkben szereplő információk forrásmegjelöléseként.